# Ernst August van Sleeswijk-Holstein-Augustenburg
Ernst August van Sleeswijk-Holstein-Sonderburg-Augustenburg (30 oktober 1660 - 12 maart 1731) was van 1692 tot aan zijn dood hertog van Sleeswijk-Holstein-Sonderburg-Augustenburg. Hij behoorde tot het huis Sleeswijk-Holstein-Sonderburg-Augustenburg. 

## Levensloop
Ernst August was de tweede zoon van hertog Ernst Günther van Sleeswijk-Holstein-Sonderburg-Augustenburg en diens echtgenote Augusta, dochter van hertog Filips van Sleeswijk-Holstein-Sonderburg-Glücksburg. Tijdens een verblijf in Keulen bekeerde hij zich in 1674 tot het rooms-katholicisme, maar later keerde hij terug naar het lutheranisme.
Toen zijn oudere broer Frederik in 1692 zonder mannelijke nakomelingen stierf, volgde Ernst August hem op als hertog van Sleeswijk-Holstein-Sonderburg-Augustenburg. Hij bleef in deze functie tot aan zijn overlijden in 1731.
In 1695 huwde hij met barones Maria Theresia van Velbrück (overleden in 1712), maar dit huwelijk bleef kinderloos. Hierdoor werd hij opgevolgd door zijn neef Christiaan August, de zoon van zijn jongste broer Frederik Willem.